# Liste der Biografien/Baub
Liste der Biografien |
Portal Biografien |
Personensuche
# |
A |
B |
C |
D |
E |
F |
G |
H |
I |
J |
K |
L |
M |
N |
O |
P |
Q |
R |
S |
T |
U |
V |
W |
X |
Y |
Z |
?
 
Ba |
Be |
Bd |
Bg |
Bh |
Bi |
Bj |
Bl |
Bm |
Bn |
Bo |
Br |
Bs |
Bu |
Bw |
By |
Bz
 
Baa |
Bab |
Bac |
Bad |
Bae |
Baf |
Bag |
Bah |
Bai |
Baj |
Bak |
Bal |
Bam |
Ban |
Bao |
Bap |
Baq |
Bar |
Bas |
Bat |
Bau |
Bav |
Baw |
Bax–Baz
 
Baub |
Bauc |
Baud |
Baue |
Bauf |
Baug |
Bauh |
Bauk |
Baul |
Baum |
Baun |
Baup |
Bauq |
Baur |
Baus |
Baut |
Bauv |
Bauw |
Baux |
Bauy |
Bauz
Die Liste der Biografien führt alle Personen auf, die in der deutschsprachigen Wikipedia einen Artikel haben. Dieses ist eine Teilliste mit 10 Einträgen von Personen, deren Namen mit den Buchstaben „Baub“ beginnt.

## Baub

### Bauba
- Bauba, Egidijus (* 1977), litauischer Eishockeyspieler

### Baube
- Bauberger, Alfred (1866–1937), deutscher Opernsänger (Bariton)
- Bauberger, Stefan (* 1960), deutscher Philosoph, Hochschullehrer, Zen-Meister und Physiker
- Bauberger, Wilhelm (1809–1883), deutscher Arzt und Schriftsteller

### Baubl
- Baublies, Nicoley (* 1972), deutscher Gewerkschaftsfunktionär
- Baublys, Juozas (* 1961), litauischer liberaler Politiker, seit November 2016 Mitglied des Seimas

### Baubo
- Bauböck, Max (1897–1971), österreichischer Gymnasialdirektor, Historiker, Archivar und Heimatforscher
- Bauböck, Michael (* 1989), österreichischer Koch
- Bauböck, Rainer (* 1953), österreichischer Soziologe, Politologe und Migrationsforscher

### Bauby
- Bauby, Jean-Dominique (1952–1997), französischer Journalist, Autor und Chefredakteur des Magazins Elle